# فرودگاه شهرستان شل‌بای (ایلینوی)
فرودگاه شهرستان شل‌بای (ایلی‌نوی) (به انگلیسی: Shelby County Airport (Illinois)) یک فرودگاه همگانی است که یک باند فرود آسفالت دارد و طول باند آن ۱۲۴۹ متر است. این فرودگاه در کشور ایالات متحده آمریکا قرار دارد و در ارتفاع ۱۸۸٫۴ متری از سطح دریا واقع شده است.